# Trident du désert
Asellia tridens
Espèce
Répartition géographique
Statut de conservation UICN

 LC  : Préoccupation mineure
Le Trident du désert (Asellia tridens) est une espèce de chauve-souris de la famille des Hipposideridae.